# Бей (канцлер)
Бей або Баї — правитель Таніса, вступив на трон близько 1202—1200 до н. е.

## Життєпис
За волею невідомого фараона був наділений владою та змушував весь Єгипет виплачувати йому данину. Щоб грабувати майно селян, сирієць «об'єднав своїх одноплемінників, вони ставилися до богів, як до людей, не робились жертвопринесення в храмах» (Папірус Гарріса). Є деяка схожість з біографією Йосипа (Біблія).
Ім'я Ірсу (Бей) іноземного походження, бо його супроводжує знак визначник (палиця). Ірсу, скориставшись відсутністю сильної влади у країні, захопив на деякий час трон і почав жорстоко правити. Всю країну Ірсу змусив платити йому податі, храми занапастили, населення країни нещадно грабували.
Є версія, що підтримку Ірсу мав у низів єгипетського суспільства, в якому були й іноземці. Так, сирійці, яких було багато в єгипетській армії за XIX династії, з воцарінням XX династії з війська зникають. З цього можна зробити висновок, що сирійські воїни брали участь у подіях кінця XIX династії. Повстання Ірсу було придушене Сетнахтом.
Ірсу традиційно вважається тотожним візиру Бею, який займав державні посади в кінці XIX династії. Однак у лютому 2000 року було знайдено частину остракона, на якому напис свідчив про те, що Бей був страчений на 5 році правління Саптаха. Втім можливо, він був візиром за фараона Сеті II, після смерті якого захопив фактичну владу за малолітнього фараона Саптаха. Відомо його табличка RS 86,2230 — лист до Аммурапі, царя міста-держави Угарит. Тут Баї (Бей) названо начальником царських охоронців. Тому ймовірно відбувалася боротьба між прихильниками Бея і Таусерт (офіційної регентши) за права панувати в Єгипті замість Саптаха. В ній перший програв.